# Albert Lanièce
Albert Lanièce (né le 17 février 1966 à Aoste) est une personnalité politique italienne originaire de la Vallée d'Aoste, appartenant à l'Union valdôtaine, élu sénateur lors des élections générales italiennes de 2013 avec l'appui de la Stella alpina. Il est réélu, avec seulement 25,76 % des voix lors des élections générales italiennes de 2018 sous l'étiquette Vallée d'Aoste, tradition et progrès.

## Biographie
Originaire de Champdepraz, où il réside, Albert Lanièce a obtenu son diplôme en médecine et chirurgie à l'Université de Turin.
Il a recouvert la tâche d'assesseur technique de la santé et des politiques sociales au cours de la XIIIe législature (2008-2013), et celle de vice-président de l'Union valdôtaine de 2003 à 2006.
Il a également été le président de l'Institut musical régional d'Aoste d'octobre 2004 à mai 2008. Il est directeur du chœur de Verrès depuis 1998.
Élu sénateur aux élections de 2013, il s'inscrit au groupe Pour les autonomies - Parti socialiste italien. À l'occasion des débats parlementaires liés la réforme administrative impulsée par le gouvernement de Matteo Renzi, il défend l'autonomie valdôtaine.
Lors des élections générales italiennes de 2018, il n'est réélu qu'avec 15 958 voix (25,76 % des suffrages exprimés) devançant de peu le candidat du Mouvement 5 étoiles.
Peu après ses biens mobiliers et immobiliers sont séquestrés par la justice italienne en raison de sa participation au scandale du casino de Saint-Vincent en 2012.